# August Friedrich Karl Himly

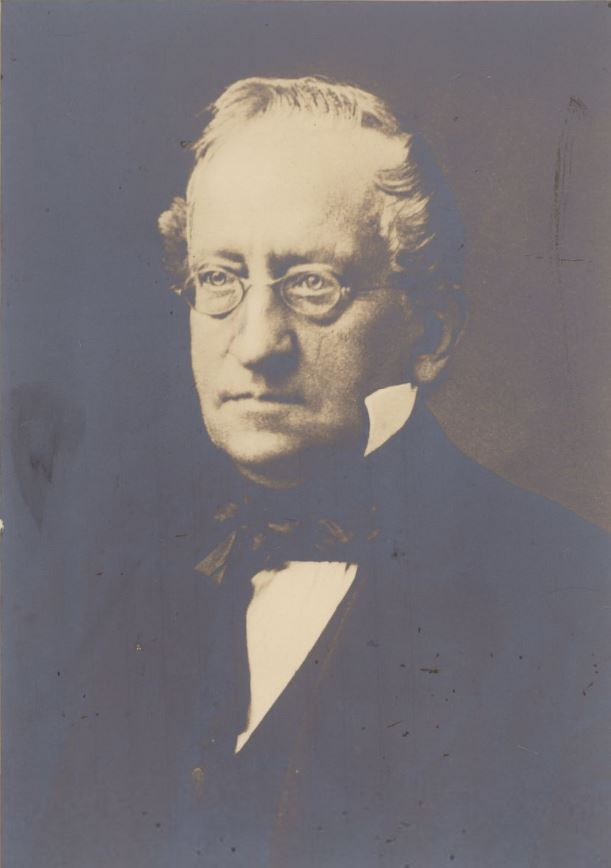
August Friedrich Karl Himly, um 1880

August Friedrich Karl Himly, auch Carl Himly, (* 26. November 1811 in Göttingen; † 27. Januar 1885 in Döbling bei Wien) war ein deutscher Chemiker, Mineraloge und Universitätsprofessor in Kiel.

## Leben
Himly wurde als Sohn des Augenarztes Karl Gustav Himly (1772–1837) geboren. Sein älterer Bruder, Ernst August Wilhelm Himly (1800–1881) wurde Mediziner und Universitätsprofessor in Göttingen.
Himly studierte um 1834 an der Universität Göttingen bei Friedrich Stromeyer, wurde 1835 zum Dr. phil. promoviert und 1837 in Göttingen Privatdozent. Am 30. Juni 1842 wurde er als außerordentlicher Professor an die Universität Kiel berufen und dort am 13. März 1846 zum ordentlichen Professor der Chemie ernannt. Sein Labor war in einem angemieteten Haus untergebracht und in einem erbärmlichen Zustand.
Himly forschte unter anderem zu Goldverbindungen. 1842 untersuchte er die Verbindung des Goldes mit Cyan und deren Doppelverbindung, die für galvanische Vergoldung von Interesse war. Er stellte als erster Goldcyanid her, das, wie das Cyanür (Cyanmetalle), mit alkalischen Cyaniden Doppelsalze bildet. Unabhängig von Hippolyte Fizeau entwickelte er zur Verbesserung der Daguerreotypie einen Goldüberzug. Die Platte wurde nach einem Bad in Natronlösung über einer Flamme erhitzt und mit einer Chlor-Gold-Lösung übergossen. Durch das Gold wurde das Silber dunkler und kräftiger und das Quecksilber glänzender. Hierdurch konnte die Belichtungszeit soweit reduziert werden, dass befriedigende Porträtaufnahmen möglich wurden.
Himly war mit Mathilde Siemens, einer Schwester von Werner Siemens verheiratet. Mit seinem Schwager, damals Artillerieoffizier, tat er sich 1848 im Schleswig-Holsteinischer Krieg in der Festung Friedrichsort bei der Verteidigung Kiels gegen dänische Kriegsschiffe hervor. Sie verbanden in der Kieler Förde verlegte Seeminen mit Kabeln, damit diese nicht nur durch Berührungskontakte explodierten, sondern auch von der Festung aus gezündet werden konnten. Durch Unachtsamkeit explodierte eine dieser Minen – die sogenannte Himlybombe – an Land, was auch die Dänen bemerkten. Kein dänisches Schiff versuchte mehr in Kiel einzulaufen.
Im Zuge seiner Forschungen entwickelte und verbesserte Himly unterschiedliche Analysemethoden, beispielsweise zur Reinheitsprüfung von Mehl oder Brunnenwasser.
Am 17. Oktober 1884 ging er in den Ruhestand und verstarb schon kurz darauf am 27. Januar 1885 in Döbling bei Wien.

## Schriften
- Offenes Antwortschreiben an Herrn Dr. Claussen in Itzehoe, Ehlers, 1862.
- Vorläufige Erwiderung betreffend das Asyl Hornheim, 1862 (Anmerkung: eine private Klinik für Psychiatrie in Kiel, geführt von Peter Jessen[10] von 1845 bis 1875, um die es 1862 einen öffentlichen Streit gab).
- Untersuchungen und Arbeiten im chemischen Laboratorio der Universität zu Kiel, Kiel 1868.
- Neue Methode die Schmelzpunkte der Metalle, sowie auch anderer, die Wärme schlecht leitender Stoffe mit Genauigkeit zu bestimmen, Schmidt & Klaunig, 1876.
- Über das Tellur und seine Reindarstellung eines eben so seltenen als interessanten Elements, in: Schriften des Naturwissenschaftlichen Vereins für Schleswig-Holstein, Band 2, Heft II, Kiel 1877, S. 22–28.
- Untersuchungen und Arbeiten im chemischen Universitäts-Laboratorio Nr. 1 zu Kiel, Kiel 1877.
- zusammen mit H. Hager: Zur Prüfung des Mehles auf eine Verfälschung mit Mineralstoffen, in: Zeitschrift für Analytische Chemie (Springer (Hrsg.)), 1. Dezember 1878, S. 508–509.
- Zur Prüfung von Brunnenwasser auf eine Verunreinigung durch Leuchtgas, in: Zeitschrift für Analytische Chemie (Springer (Hrsg.)), 1. Dezember 1878, S. 387.
- zusammen mit Thomas Carnelly/Richard Anschütz/G. Schultz: Zur Bestimmung des Schmelzpunktes, in: Zeitschrift für Analytische Chemie, (Springer (Hrsg.)), 1. Dezember 1878, S. 468–471.